# Космос-782
Космос-782, познат и под именима Бион-3 и Биокосмос-3, је један од преко 2400 совјетских вјештачких сателита лансираних у оквиру програма Космос.
Космос-782 је лансиран са космодрома Плесецк, СССР, 25. новембра 1975. Ракета-носач Р-7 Семјорка са додатим степеном је поставила сателит у орбиту око планете Земље. Маса сателита при лансирању је износила 4000 килограма. 
Космос-782 је био сателит за биолошко истраживање, и први пут су САД и СССР заједно на њему вршили истраживања. Носио је 14 експеримената припремљених у 7 земаља. Животиње су укључивале бијеле пацове и корњаче. Ношена су и биљна ткива и воћне мушице.